# آلان سانتي
آلان سانتي (بالفرنسية: Alain Santy)‏ مواليد 28 أغسطس 1949، هو دراج فرنسي سابق في صنف سباق الدراجات على الطريق.